# Andrena nudigastroides
Andrena nudigastroides là một loài Hymenoptera trong họ Andrenidae. Loài này được Yasumatsu mô tả khoa học năm 1935.